# Pascialato di Giannina
Il Pascialato di Giannina, a volte riferito come Pascialato di Yanina, Ioannina, o Janina, (1787-1822) era un pascialato (o pashalik) autonomo e de facto indipendente all'interno dell'Impero ottomano che copriva vaste aree degli attuali stati di Albania, Grecia e Macedonia del Nord. Il pascialato acquisì un alto grado di autonomia sotto il sovrano ottomano albanese Ali Pascià, anche se non fu mai ufficialmente riconosciuto dall'Impero ottomano. Il suo nucleo era l'Eyalet di Giannina, centrato sulla città di Giannina in Epiro. Al suo apice, Ali Pascià e i suoi figli governarono l'Albania meridionale e centrale, la maggior parte della Grecia continentale, Epiro, Tessaglia, Macedonia occidentale, Macedonia centrale occidentale, Grecia continentale (esclusa l'Attica) e Peloponneso e parti del nord-ovest della Macedonia intorno a Ocrida e Bitola.

## Sfondo

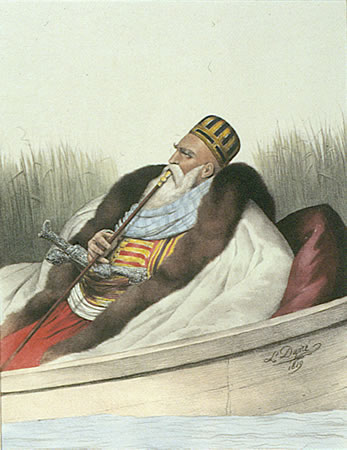
Ali Pascià di Louis Dupré

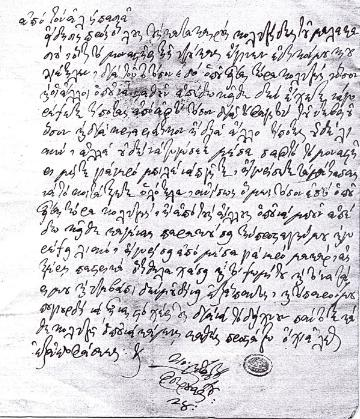
Firmano emesso dal sovrano ottomano albanese Ali Pascià nel 1810 e scritto in greco volgare. Ali usava il greco per tutti i suoi rapporti di corte.

Ali Pascià salì al potere per la prima volta quando fu nominato mutasarrıf di Giannina alla fine del 1784 o all'inizio del 1785, ma fu presto destituito, tornando alla carica solo alla fine del 1787 o all'inizio del 1788. Ali ottenne il controllo di Delvino e divenne sovrano del Sangiaccato di Delvino nel 1785, ma non ne ebbe il pieno controllo, con le regioni di Himara (1797) e Argirocastro (1811) che furono prese in seguito. Inoltre, le regioni di Margariti e Paramythia, che rientravano nel Sangiaccato di Delvino, e Fanari, all'interno del Sangiaccato di Giannina (conquistato in seguito da Ali), erano governate da proprietari terrieri albanesi cham, come Hasan Çapari, che rimase in conflitto con Ali Pascià per gran parte dell'esistenza del pascialato.
Nel 1787 Ali Pascià prese il controllo del Sangiaccato di Trikala (Tessaglia), che gli fu poi ufficialmente ricompensato per il suo sostegno alla guerra del sultano contro l'Austria. Poco dopo, nel 1787 o 1788, prese il controllo della città di Giannina e si dichiarò sovrano del sangiaccato, che rimase la sua base di potere per i successivi 34 anni. Questo segnò l'inizio del pascialato di Giannina, con Ali che si autoproclamò Pascià di Giannina e delegando il titolo di Pascià di Trikala al figlio, Veli. A questo punto, i sangiaccati di Delvino, Trikala e Giannina composero il pascialato.
Come altri capi regionali semi-indipendenti emersi in quel periodo, come Osman Pazvantoğlu, Ali approfittò del debole governo ottomano per espandere il suo territorio fino a quando non ottenne il controllo de facto della maggior parte dell'Albania e della Grecia continentale, o direttamente o attraverso i suoi figli.

## Storia

### Guerra russo-turca (1787-1792)
Approfittando di un'altra guerra russo-turca iniziata nel 1787, Ali annesse le regioni di Konitsa (nel sangiaccato di Giannina), e Libohovë, Përmet e Tepelenë (dal Sangiaccato di Avlona) al pascialato durante gli anni dal 1789 al 1791. Durante questo periodo acquisì anche Arta, dando al pascialato l'accesso alle rive del Mar Ionio attraverso il Golfo di Arta. Nel 1789 la città aromuna di Moscopoli, all'interno del Sangiaccato di Elbasan, fu saccheggiata e distrutta. Sempre nel 1789, Ali invase per la prima volta la Confederazione semi-indipendente suliota a ovest del Sangiaccato di Giannina, in seguito alla loro mobilitazione di 2.200 sulioti nel marzo 1789 contro il pascialato e i musulmani di Rumelia. Una seconda campagna contro i sulioti ebbe luogo nel 1790. Durante queste due campagne, il pascialato conquisto alcuni villaggi Parasouli, ma alla fine fu respinto dalla regione centrale di Souli.
A partire dal 1788, Ali aveva tentato di prendere il controllo del Sangiaccato di Karli-Eli, invadendolo alla fine nell'ottobre 1789. Il governo ottomano reagì concedendo tutto il Sangiaccato di Karli-Eli (tranne il voevodalik di Missolungi) come Hass personale a Mihrişah Valide Sultan, la madre del sultano Selim III, che impedì Ali Pascià da annettere territorio. Il sangiaccato fu infine preso nel 1806, dopo la morte di Mihrişah l'anno precedente.

### Guerra continuata contro i Sulioti (1792–1793)
Dopo la fine della guerra russo-turca nel 1792, Ali cessò le sue espansioni per evitare ritorsioni da parte del sultano Selim III. Inoltre, le sue forze presero parte formalmente a fianco della Porta in una campagna contro Scutari nel 1793. Nonostante la conclusione della guerra russo-turca e l'espansione dei suoi territori, la sconfitta del Pascialato contro i Sulioti provocò l'ossessione di Ali di catturare la Confederazione. Lanciò un'altra campagna nel luglio 1792, inviando 8.000-10.000 albanesi del Pascialato a prendere il territorio, contro i Sulioti che raccolsero 1.300 uomini, ma furono nuovamente sconfitti. Fu concluso un accordo di pace, con lo scambio di prigionieri e la restituzione ai Sulioti dei villaggi Parasouli catturati nei due anni precedenti.
Durante il conflitto Giannina-Souli, gli himarioti avevano sostenuto i Sulioti. Per vendetta, Ali Pascià condusse un raid contro la città di Himara nel 1797 e più di 6.000 civili furono massacrati.

### Alleanza e guerra con la Francia (1797-1780)
Nel 1797, la Francia sconfisse Venezia e ottenne il controllo sulle Isole Ionie e su diversi possedimenti costieri dell'Epiro (Parga, Preveza, Vonitsa, Butrinto e Igoumenitsa), rendendoli vicini ai Pascialato. Per ottenere un ulteriore accesso al Mar Ionio, Ali strinse un'alleanza con Napoleone I di Francia che aveva stabilito Francois Pouqueville come suo console generale a Giannina. Ricevette munizioni e consiglieri militari dai francesi. Tuttavia, poco dopo, nel 1798, l'Impero ottomano entrò in guerra con la Francia in seguito all'invasione dell'Egitto. Ali Pascià rispose conquistando i territori costieri francesi di Butrinto e Igoumenitsa (aggiunti al sangiaccato di Delvino), Preveza (aggiunta al sangiaccato di Giannina) e Vonitsa, con Parga che rimase l'unico possedimento francese nella Grecia continentale.  La guarnigione francese a Preveza fu distrutta nella battaglia di Nicopoli, e fu seguita da un massacro. Dopo la cattura di Preveza, Ali si assicurò la neutralità dei Sulioti (che dipendevano da Preveza e Parga controllate dai francesi per il bestiame e le munizioni) corrompendo i loro leader, fatto che causò anche conflitti interni tra i clan Sulioti. Una forza combinata russo-ottomana catturò le Isole Ionie durante il 1799-1780, determinando l'istituzione della Repubblica Settinsulare.

### Campagne contro i Sulioti (1799-1803)

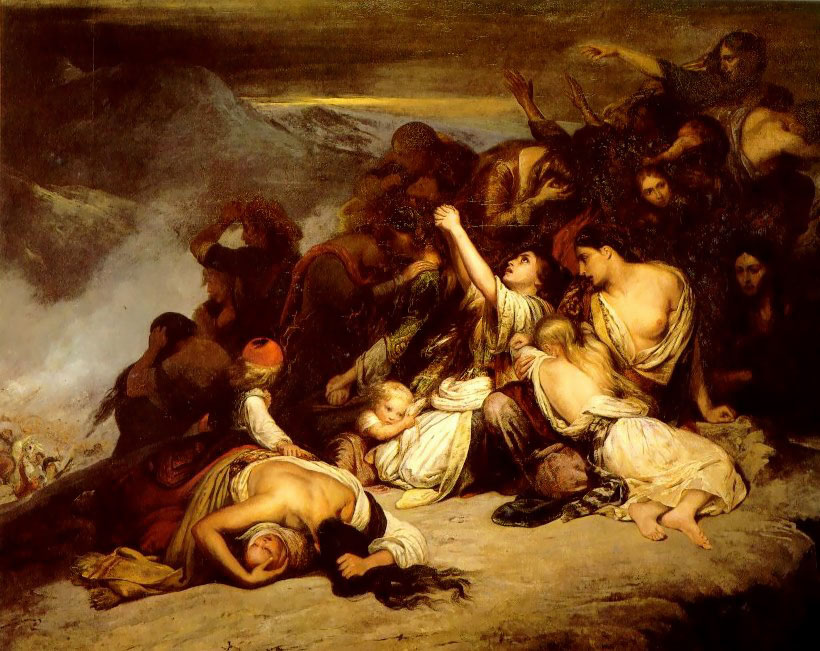
Les Femmes souliotes di Ary Scheffer (1795–1858).

Nel 1799, il pascialato fu impegnato nella rivalità con il pascialato di Berat a nord, che, come il Pascialato di Giannina, era anche in gran parte indipendente. Inoltre, all'interno dei Pascialato c'erano diverse regioni semi-indipendenti che rappresentavano una minaccia al governo di Ali Pascià: la regione di Delvino, a nord del Sangiaccato di Delvino; la Ciamuria, nel sud del Sangiaccato di Delvino e che si riversava nel Sangiaccato di Giannina; e la Confederazione dei Sulioti, a ovest del Sangiaccato di Giannina. I russi cercarono rapidamente di indebolire l'influenza dei Pascialato nella regione, mostrando sostegno alle suddette regioni. Ali Pascià rispose quello stesso anno sottomettendo temporaneamente i bey di tre delle regioni (Berat, Delvino e Ciamuria). Inoltre annesse la vicina regione di Himara al Sangiaccato di Delvino e stabiliì buoni rapporti con gli Himarioti. Finanziò varie opere pubbliche e chiese, e costruì una grande chiesa di fronte al castello di Porto Palermo.
In seguito a ciò, nell'autunno del 1799 fu lanciata una campagna contro i Sulioti, ma presumibilmente fallì. Un'altra campagna fu organizzata nel giugno-luglio 1800, con il pascialato che raccolsero 11.500 uomini. Tuttavia, un assalto diretto alla Confederazione dei Sulioti fallì, con il risultato che Ali assediò i villaggi centrali di Suli separando i territori di Suli e Parasouli. Per due anni, i Sulioti riuscirono a resistere all'assedio contrabbandando rifornimenti da Parga, Paramythia e Margariti. I Sulioti inoltre chiesero aiuto alla Repubblica Settinsulare, ma Ali rispose minacciando il possesso della Repubblica di Parga. Gli aiuti furono poi forniti in segreto nel 1803. Nell'aprile 1802, una corvetta francese a Parga fornì ai Sulioti cibo, armi e munizioni, fornendo un pretesto per una nuova campagna di Ali contro i Sulioti.
Dopo quattro anni di conflitto, nel 1803 Ali Pascià sollevò le forze albanesi dall'Epiro e dall'Albania meridionale per un assalto finale alla Confederazione dei Sulioti. A questo punto, la situazione a Suli era grave a causa della mancanza di rifornimenti. [28] La guerra di Suli del 1803 portò alla conquista dell'intero territorio dei Sulioti e alla sua incorporazione nel Pascialato, con conseguenti espulsioni e atrocità contro i sulioti. Alcuni sulioti fuggirono a Parga, ma furono costretti ad attraversare il mare nella Repubblica Settinsulare nel marzo 1804 dopo che Ali minacciò di attaccare la città.  In precedenza, nel novembre 1803, era stato firmato un trattato tra il Pascialato di Giannina e la Repubblica Settinsulare.

### Conflitto con la Russia e la Francia (1804-1809)
Desiderosa di espandere la sua influenza sulla terraferma greca, il 27 giugno 1804 la Russia firmò alleanze con i bey himarioti e i cham albanesi, rivali di Ali Pascià. Inoltre, la Russia mobilitò i rifugiati sulioti nella Repubblica Settinsulare per un'offensiva contro il Pascialato, ma essa fu interrotta quando Ali Pascià apprese dei piani russi e uno squadrone navale ottomano giunse inaspettatamente al largo di Corfù.
A causa delle espansioni aggressive di Ali Pascià, si formò una spaccatura tra il Pascialato e l'Impero ottomano. Di conseguenza, Ali cercò di allearsi con le potenze europee straniere. Nel 1806, Ali strinse nuovamente un'alleanza con Napoleone I dopo che gli era stato promesso Corfù e il suo stretto, e divenne nuovamente nemico della Russia all'inizio di un'altra guerra russo-turca nel 1806. Tuttavia, queste promesse non furono mantenute e di conseguenza le relazioni tra il Pascialato e la Francia in seguito si conclusero.
Nel 1806, Ali inviò forze al comando dei suoi figli Veli Pascià e Muhtar Pascià per aiutare lo sforzo ottomano nella sconfitta della prima rivolta serba nel Sangiaccato di Smederevo. Nel 1813, la ribellione fu repressa dall'esercito ottomano, composto principalmente da bosniaci, dal pascialato di Bosnia, e dagli albanesi, dai pascialati di Scutari e Giannina.
Nel 1807, in seguito all'ingresso della Repubblica Settinsulare (nominalmente un vassallo ottomano) nell'ultima guerra russo-turca a fianco della Russia, Ali inviò forze al comando di Veli Pascià per attaccare la Repubblica. Lefkada fu presa d'assalto nella primavera del 1807, con l'appoggio di Napoleone, e Santa Maura assediata, ma i difensori, rinforzati dai sulioti e dalle forze russe, respinsero le forze del Pascialato.
Dopo il Trattato di Tilsit nel luglio 1807, Napoleone concesse ad Alessandro I, zar di Russia, il suo piano per smantellare l'Impero ottomano, e in cambio la Russia cedette le Isole Ionie e Parga alla Francia, ristabilendo il dominio francese. Di conseguenza, Ali si alleò con gli inglesi. Le sue macchinazioni furono permesse dal governo ottomano a Costantinopoli per un misto di espedienti, poiché si riteneva meglio avere Ali come semi-alleato che come nemico, e anche per debolezza, in quanto il governo centrale non aveva abbastanza forza in quel momento per cacciarlo. 
Tra il 1807 e il 1812, Veli governò come Pascià di Morea, e in una data sconosciuta Muhtar divenne Pascià di Lepanto, con il risultato che entrambe le regioni furono incorporate nel Pascialato.
Quando le relazioni con la Francia si deteriorarono, Ali Pascià cercò la cattura di Parga, l'ultimo insediamento in Epiro non ancora sotto il suo controllo. In risposta, i francesi realizzarono due piani per invadere il Pascialato. Il primo, raccontato dal condottiero Theodoros Kolokotronis, prevedeva l'utilizzo del reggimento albanese, supportato dall'artiglieria francese e dagli albanesi cham reclutati da Ali Farmaki, per invadere la Morea, che all'epoca (intorno al 1809) faceva parte del Pascialato sotto il governo di Veli Pascià. Al suo posto avrebbero insediato un governo misto cristiano-musulmano, mentre i francesi avrebbero mediato con la Porta per garantirne l'approvazione. Secondo Kolokotronis, il piano doveva essere realizzato nel 1809, ma fu sventato dall'occupazione britannica di Zante, Cefalonia, Kythira e Itaca, controllate dai francesi, quello stesso anno.
Il secondo tentativo coinvolse un distaccamento di 25 uomini del reggimento albanese, sotto il tenente colonnello Androutsis, che furono inviati per aiutare una rivolta himariota contro le forze di Ali Pascià nell'ottobre 1810. La loro nave tuttavia affondò nei pressi di Porto Palermo, e quando furono attaccati dalle forze di Ali, furono catturati e fatti prigionieri a Giannina.
Il poeta George Gordon Byron, 6º barone Byron visitò la corte di Ali a Giannina nel 1809 e documentò l'incontro nella sua opera Il pellegrinaggio del giovane Aroldo. Egli aveva evidentemente sentimenti contrastanti nei riguardi del despota, sottolineando lo splendore della corte di Ali e una certa rinascita culturale ortodossa che aveva incoraggiato a Giannina, che Byron descrisse come "superiore in ricchezza, raffinatezza e cultura" a qualsiasi altra città albanese. In una lettera alla madre, tuttavia, Byron deplorava la crudeltà di Ali: "Sua Altezza è un tiranno spietato, colpevole delle più orribili crudeltà, molto coraggioso, un generale così buono che lo chiamano il Bonaparte maomettano [...] ma barbaro nel successo, arrostendo ribelli, ecc. ."

### Guerra contro Berat (1809)
Nel 1809, Ali Pascià invase il Pascialato di Berat, governato dal parialbanese pascià, Ibrahim Pascià. Contro le forze di Ibrahim Pascià e del fratello Sephir Bey, sovrano di Avlona, Ali mandò gli armatoli dalla Tessaglia. Dopo che i villaggi furono bruciati, i contadini derubati e impiccati e le greggi portate via da entrambe le parti, fu fatto un accordo di pace. Ali sposò i suoi figli Muhtar Pascià e Veli Pascià con le figlie di Ibrahim, e i territori del Pascialato di Berat passarono a Muhtar in dote. Muhtar divenne governatore di gran parte dell'Albania centrale e di parte della Macedonia occidentale, determinando un'ulteriore espansione del Pascialato di Giannina. Poiché Sephir bey aveva mostrato qualità che avrebbero potuto rivelarsi temibili in seguito, Ali riuscì a farlo avvelenare da un medico; e, nel suo solito modo, impiccò l'agente del delitto, affinché nessun testimone ne rimanesse.Ali Pascià aveva progetti per sconfiggere il Pascià di Berat, diventare visir dell'Epiro, combattere con il Sultano e prendere Costantinopoli.

### Consolidamento del potere (1809-1820)
Nonostante l'opposizione francese, Ali prese il controllo del resto del Sangiaccato di Avlona nel 1810, in seguito all'assassinio di Sephir Bey. Nel 1811 la regione di Delvino fu riconquistata e la regione di Argirocastro fu annessa, con la conseguente annessione completa del Sangiaccato di Delvino. A questo punto, il Pascialato era costituito dalla totalità dell'Albania meridionale, dall'Epiro (esclusa Parga) e dalla Tessaglia, nonché dalla maggior parte dell'Albania centrale e da piccole parti della Macedonia, con tutti i principali rivali regionali sconfitti. Queste espansioni rafforzarono l'autonomia della regione, ma la mancanza di sostegno straniero comportò ancora la dipendenza del pascialato dall'Impero ottomano. Il pascialato era composto da una classe feudale albanese e da un esercito, con il potere di Ali assicurato dalla maggioranza greca. La stessa popolazione del pascialato era principalmente greca e albanese.
Il 15 marzo 1812, Ali inviò truppe greche al comando di Thanasis Vagias per distruggere il villaggio musulmano albanese di Kardhiq, dopo che i suoi seguaci musulmani albanesi si erano rifiutati di farlo. Questa azione fu ordinata per vendicare lo stupro della madre e della sorella, avvenuto a Kardhiq. Il villaggio fu distrutto e 730 dei suoi abitanti furono uccisi.
Nel 1812 l'insediamento di Agia, appartenente a Parga, fu conquistato da Daut Bey, nipote di Ali Pascià. Massacrò e poi ridusse in schiavitù la popolazione locale. Seguì un assedio di Parga ma fallì, con Daut ucciso durante l'assedio.
Nel 1815, gli inglesi stabilirono il pieno controllo dei territori francesi delle Isole Ionie e di Parga, istituendo gli Stati Uniti delle Isole Ionie. Nel 1819, gli inglesi vendettero la città di Parga ad Ali Pascià (il soggetto del successivo dipinto di Francesco Hayez I profughi di Parga), con la conseguente annessione al Sangiaccato di Delvino all'interno del Pascialato. Questa decisione fu altamente impopolare tra la popolazione prevalentemente greca e filo-veneziana di Parga, che si rifiutò di diventare suddita musulmana e decise di abbandonare le proprie case. Insieme alla gente del posto, i rifugiati clefti e sulioti di Parga fuggirono nella vicina Corfù. Ali Pascià portò gli albanesi cham locali per ripopolare Parga.

### Caduta (1820-1822)

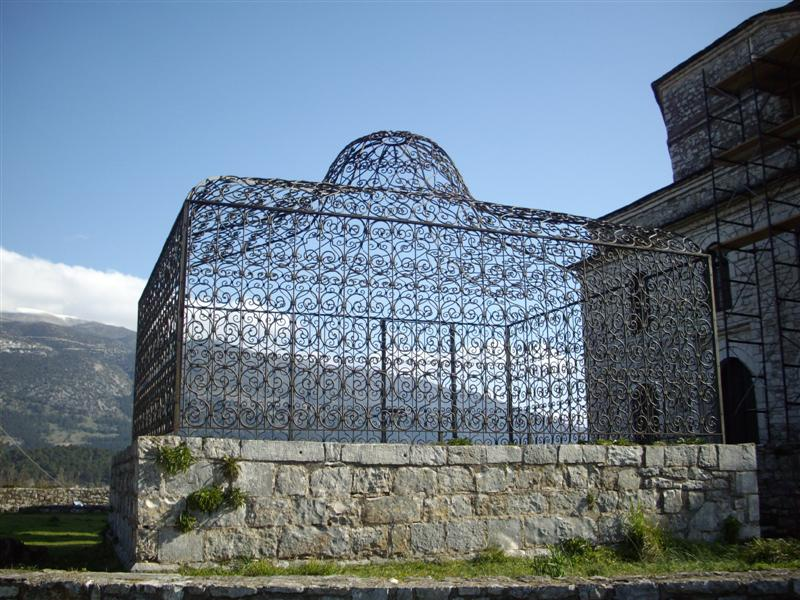
La tomba di Ali Pascià.

Nel 1820, Ali ordinò l'assassinio di Gaskho Bey, un oppositore politico a Costantinopoli. Il sultano riformista Mahmud II, che cercò di ripristinare l'autorità della Sublime Porta, colse l'occasione per metteresi contro Ali ordinando la sua deposizione. Ali rifiutò di dimettersi dai suoi incarichi ufficiali e operò un'imponente resistenza ai movimenti delle truppe ottomane, aiutando indirettamente l'indipendenza greca poiché circa 20.000 soldati turchi furono impegnati nei combattimenti nel temibile esercito di Ali.
Il 4 dicembre 1820, le truppe albanesi di Ali Pascià e i Sulioti formarono una coalizione anti-ottomana, in cui i sulioti contribuirono con 3.000 soldati. Ali Pascià ottenne il sostegno dei sulioti promettendo loro il ritorno delle loro terre e in parte facendo appello alle comuni origini albanesi. Inizialmente la coalizione ebbe successo e riuscì a controllare gran parte della regione, ma quando le truppe albanesi musulmane di Ali Pascià furono informate dell'inizio delle rivolte greche nella Morea l'abbandonarono.
Nel gennaio 1822 agenti ottomani assassinarono Ali Pascià e mandarono la sua testa al Sultano. Dopo la sua morte, il pascialato fu sciolto e sostituito con l'Eyalet di Giannina composto dai sangiaccati di Giannina, Avlona, Delvino e Prevesa. Al suo apice, il pascialato controllava le regioni di Elbasan, Ohrid, Görice, Salonicco occidentale, Avlona, Delvina, Giannina, Trikala, Karli-Eli, Lepanto, Negroponte e Morea.  Le fortezze costiere di Porto Palermo, Saranda, Butrinto, Parga, Preveza, Plagia e Nafpaktos erano controllate da Ali Pascià.

## Economia
I territori del Pascialato di Giannina furono caratterizzati da un lungo periodo di scambi internazionali, principalmente con l'Italia, ed in particolare con Ancona, Venezia, Livorno e Padova . Il commercio di Giannina si basava sull'esportazione di beni sia a valore aggiunto che grezzi e sull'importazione di articoli di lusso occidentali.
I prodotti tessili di Giannina avevano un'ampia distribuzione commerciale. Trecce di seta, coperte, sciarpe, fili d'oro e d'argento, pantofole e indumenti ricamati erano tra i principali prodotti commerciali esportati in Italia e venduti in tutti i Balcani.
Dal territorio di Ali Pascià venivano ampiamente esportate anche le merci grezze. C'era un'industria del legno sviluppata nella zona, che forniva anche la resina che aveva un ampio commercio locale. Per un lungo periodo il legname dell'Epiro settentrionale e dell'Albania meridionale fu esportato da Giannina a Tolone e utilizzato dai francesi per la costruzione navale. Nel 1809 gli inglesi ottennero il controllo delle Isole Ionie; in seguito divennero il principale partner commerciale della regione, e il commercio di legname continuò con gli inglesi. Giannina esportava frutta come limoni, arance e nocciole prodotti ad Arta, ma anche olio d'oliva, mais e tabacco albanese, quest'ultimo particolarmente richiesto per il tabacco da fiuto. I cavalli albanesi venivano venduti ed esportati in tutti i Balcani.
Giannina operò anche come hub per la distribuzione di molte importazioni da diverse regioni europee, che venivano trasportate a cavallo nella capitale del Pascialato dai porti dell'Adriatico orientale come Preveza, Valona e Durazzo.